# Casa de Baffa-Trasci
La Casa de Baffa-Trasci es una casa nobiliaria italiana originada por la unión de  Stefano Baffa, miembro de una antigua familia nobiliaria albanesa, con Theodolinda Polissena Erina Trasci, Princesa de Malide, última descendiente de una familia griega ennoblecida por Carlos V de Alemania.

## Historia
En 1473 con la expansión del Imperio Otomano la familia tuvo que emigrar junto a los demás Arvaniti (albaneses residentes en Grecia) a las costas del sur de Italia, más precisamente en la localidad de Santa Sofía, en la provincia de Cosenza, así mismo la familia estaba relacionada con otras familias nobles albanesas del lugar: Trentacapilli de Bisignano, Marchiaro Coronei de San Demetrio Corone, Damis, Stratigo y De Benedictis Lungro, Cadícamo de San Demetrio Corone. Fue en 1573 con la unión de Stefano Baffa, sacerdote griego y Theodolinda Polissena Erina Trasci, - descendiente entre otros del noble Jorge Trasci, Sebastocratori di Melide, Condestable del Reino de Tesalónica, descendiente a través de Spiridione de Miguel II Ángelo (de la Dinastía Comneno Ducas), gobernante de Epiro- que se funda la familia Baffa Trasci en Santa Sofia d'Epiro, provincia de Cosenza. En 1799 una rama de la familia toma el nombre de Baffa Trasci Amalfitani di Crucoli, esta rama fue fundada por Gabriele.

## Miembros más destacados
- Ferruccio Baffa Trasci (1590 - 1656), Obispo italiano de la sede titular de Maximianopolis.

- Lady Elisabeth de Baffa Trasci (1750 - 1795), noble aristócrata albanesa, amante de Christian Theodor von Pincier de la Casa de Welf, madre de Charlotte de Pincier.

- Gabriele Baffa Trasci Amalfitani di Crucoli (1770 - 1816), patriota italiano, fundador de la rama Baffa Trasci Amalfitani di Crucoli.

- Maria Januaria Baffa Trasci Amalfitani di Crucoli (Buenos Aires 1926 - Río de Janeiro 1947), noble aristócrata argentina, esposa del Príncipe Kyrill Petrovich Meshchersky (St. Petersburg 1907 - Río de Janeiro 1947), madre del Príncipe Rostislav Kirillovich Meshchersky (París 1944 - París 1976), de la Princesa Alexandra Kirillovna Meshcherskaya (París 1945) y del Príncipe Nikita Kirillovich Meshhersky (1947 - 1947).

- Demetrio Baffa Trasci Amalfitani di Crucoli (1976), editor de moda italiano.

- Vicente Héctor Baffa Trasci (Salta 1927 - Salta 2001), profesor, académico y político argentino.

- Lidia Yolanda Barros Panades de Baffa Trasci (Salta 1927), esposa del anterior, profesora y académica argentina.

## Heráldica
La familia Baffa Tasci de tiempos antiguos traía por armas: de azur, una arado de plata, superado de un basilisco de sinople (d' azzurro, un aratro d'argento, sostenente un basilisco verde).
La rama Baffa Trasci Amalfitani di Crucoli trae por armas: escudo partido: 1°, de azur, un arado de plata, superado de un basilisco de sinople; 2°, de oro, una banda de gules cargado de dos leones pasantes de gules, el de abajo ranversado (Partito. Nel 1° d’azzurro al basilisco al naturale volto a sinistra sormontante un vomere d’argento. Nel 2° d’oro a due bande di rosso, su ciascuna un leone passante, quello di sotto rovesciato, il tutto di rosso).
La familia tiene por lema: "Spera in Deo" (confía en Dios).